# Écoute le temps (Fissures)
Pour plus de détails, voir Fiche technique et Distribution.
Écoute le temps (Fissures) est un film policier français d'Alanté Kavaïté sorti en 2006.

## Synopsis
Charlotte est ingénieur du son. Sa mère est assassinée dans sa maison, à la campagne. Sur place, Charlotte se rend compte qu'elle ne sait pas grand-chose de la vie que sa mère menait.
En écoutant un enregistrement de craquements des murs qu'elle vient de réaliser, Charlotte découvre un phénomène étrange : les sons du passé se mêlent aux sons du présent. L'enquête policière piétine. Charlotte va utiliser ces sons pour mener sa propre enquête.

## Fiche technique
- Titre : Écoute le temps (Fissures)
- Réalisation : Alanté Kavaïté
- Scénario : Alanté Kavaïté
- Langues : Français
- Pays d'origine :  France
- Format : couleur
- Genre : policier, drame, science-fiction
- Durée : 85 minutes
- Dates de sortie : 
  - 5 novembre 2006 (American Film Institute Film Festival)

## Distribution
- Émilie Dequenne : Charlotte
- Mathieu Demy : Julien

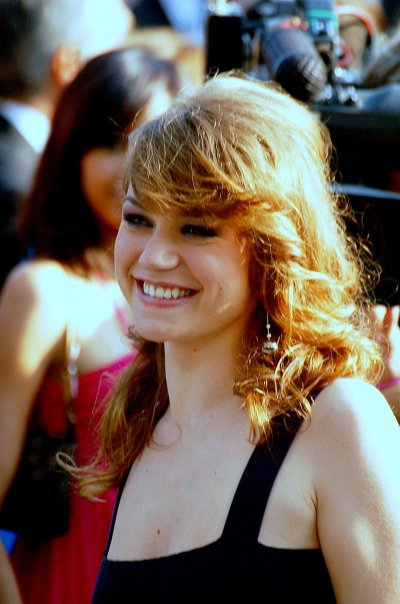
Émilie Dequenne pour la présentation du film au festival de Cannes 2007.

- Ludmila Mikaël : La mère de Charlotte
- Jacques Spiesser : Le père de Charlotte
- Étienne Chicot : M. Bourmel
- Eva Ionesco : Mme Bourmel
- Gilles David : Lieutenant Brenot
- Joël Lefrançois : Le garagiste
- Bruno Flender : Jérôme Blanc